# Xylopriona atra
Xylopriona atra är en tvåvingeart som först beskrevs av Johann Wilhelm Meigen 1804.  Xylopriona atra ingår i släktet Xylopriona och familjen gallmyggor. Inga underarter finns listade i Catalogue of Life.